# Benda (Cimahi)
Benda is een bestuurslaag in het regentschap Kuningan van de provincie West-Java, Indonesië. Benda telt 2489 inwoners (volkstelling 2010).